# Ivory Classics
Ivory Classics ist ein US-amerikanisches Musiklabel für klassische Musik. Es wird von der gemeinnützigen, 1998 gegründeten Stiftung Ivory Classics Foundation verwaltet. Der Zweck der Stiftung besteht darin, mittels des Labels die Wertschätzung für die Kunst des Klavierspiels zu fördern (englisch “to promote, through charitable and benevolent activities, and appreciation for the art of the piano through its work with the premier audiophile piano label – Ivory Classics”).

## Veröffentlichungen (Auswahl)
- 1999: Moura Lympany – Tribute to a Piano Legend
- 2000: Ann Schein Carlyss – Schumann: Davidsbündlertänze; Arabeske; Humoreske
- 2001: Shura Cherkassky – The Historic 1940s Recordings
- 2001: Ethel Leginska – The Complete Columbia Masters
- 2002: Eric Himy – Plays Ravel
- 2004: Earl Wild – Earl Wild at 30: Live Radio Broadcasts from the 1940's
- 2007: David Korevaar – Goldberg Variations
- 2007: Igor Lovchinsky – Debut Recording